# Volcán Higueras
Volcán Higueras ist eine Ortschaft im Nordwesten Argentiniens. Sie gehört zum Departamento Iruya in der Provinz Salta und liegt in 20 km Entfernung zum Dorf Iruya.
Volcán Higueras hat eine Schule (Escuela N° 4446). Die Schule hat 3 Lehrer. 58 Schüler besuchen die Schule, etwa die Hälfte davon übernachtet, wegen großer Entfernungen zum Wohnort, in der Schule.